# Amtsbezirk Beftoft
Der Amtsbezirk Beftoft war ein Amtsbezirk im Kreis Hadersleben in der Provinz Schleswig-Holstein.
Der Amtsbezirk wurde 1889 gebildet und umfasste die vier Gemeinden Beftoft, Hjartbro, Hürup II und Strandelhjörn. Nachdem die Gemeinde Hürup I (Amtsbezirk Oesby) 1895 ihren Namen in Oesby geändert hatte, entfiel der Zusatz „II“ für Hürup. 1920 wurde der Amtsbezirk aufgelöst und die Gemeinden aufgrund der Volksabstimmung in Schleswig an Dänemark abgetreten.